# Embalse Recoleta
El embalse Recoleta es un embalse para el riego con una capacidad de almacenar 102 millones m³ de agua ubicado a 25 km al noreste de la ciudad de Ovalle, en la Provincia del Limarí, Región de Coquimbo. 

## Construcción
Su construcción comenzó en 1929 y finalizó en 1934.
El muro está hecho de material elegido del sector, cubierta con piedras y rocas. La base de su muro tiene 246 metros y una altura de 60 m. Su corona es de 10 metros de ancho, por donde pasa la Ruta D–595. De lado a lado, tiene una longitud de 825 metros. El volumen del muro es de 1.450.000 metros cúbicos. El vertedero, que debe permitir la evacuación de un exceso de agua, es por rebalse natural cuando este llega a su máxima capacidad, vaciando el agua por el canal de vertedero hasta el cauce del río Hurtado.

## Capacidad
El área cubierta por el agua son 555 hectáreas y posee una capacidad de almacenamiento de 96 millones de metros cúbicos destinados exclusivamente para riego.

## Afluentes y canales
Embalsa las aguas de los ríos Hurtado y Higuerillas que reparte durante el año a través de 350 kilómetros de canales que permiten el riego a 700 regantes asociados.

## Turismo
En el ámbito turístico, el embalse cuenta con un club de yates y una zona de campamento. De igual modo está habilitado para deportes náuticos y pesca deportiva. Su acceso principal es por la ruta D-595 que conecta Ovalle con Río Hurtado.

## Situación hídrica en 2018-19
| Comparación contenido Embalse Recoleta                           |                                                                  |
| ---------------------------------------------------------------- | ---------------------------------------------------------------- |
| Gráfico no disponible temporalmente debido a problemas técnicos. |                                                                  |
| Contenido promedio histórico Contenido 2018-19                   |                                                                  |
|                                                                  | Gráfico no disponible temporalmente debido a problemas técnicos. |

El diagrama muestra la información de la Dirección General de Aguas sobre el volumen almacenado por el embalse durante los últimos 12 meses. El promedio histórico almacenado de 69 millones m³.